# Кубок виклику Азії (студенти) — 2011
Кубок виклику Азії (студенти) — 2011 (англ. 2011 IIHF University Challenge Cup of Asia) — спортивне змагання з хокею із шайбою, 2-й розіграш Кубку виклику Азії серед студентів, що проводиться під егідою Міжнародної федерації хокею із шайбою (ІІХФ). Турнір відбувався з 19 по 22 травня 2011 року у КНР.

## Таблиця
| М  | Збірна            | І | В | Н | П | Ш    | О |
| -- | ----------------- | - | - | - | - | ---- | - |
|    | Японія            | 3 | 3 | 0 | 0 | 32:5 | 9 |
|    | Південна Корея    | 3 | 2 | 0 | 1 | 24:8 | 6 |
|    | Китай             | 3 | 1 | 0 | 2 | 9:20 | 3 |
| 4. | Китайський Тайбей | 3 | 0 | 0 | 3 | 5:37 | 0 |

## Результати

### 19 травня
Південна Корея —  Китайський Тайбей 13 – 1 (4-0, 6-0, 3-1) Протокол [Архівовано 24 вересня 2015 у Wayback Machine.]

 Китай —  Японія 0 – 10 (0-4, 0-4, 0-2) Протокол [Архівовано 24 вересня 2015 у Wayback Machine.]

### 20 травня
Японія —  Китайський Тайбей 16 – 0 (5-0, 4-0, 7-0) Протокол [Архівовано 24 вересня 2015 у Wayback Machine.]

 Південна Корея —  Китай 6 – 1 (2-0, 4-1, 0-0) Протокол [Архівовано 24 вересня 2015 у Wayback Machine.]

### 21 травня
Китайський Тайбей —  Китай 4 – 8 (1-2, 0-5, 3-1) Протокол [Архівовано 24 вересня 2015 у Wayback Machine.]

 Японія —  Південна Корея 6 – 5 (1-1, 4-4, 1-0) Протокол [Архівовано 24 вересня 2015 у Wayback Machine.]

## Матч за 3 місце
Китай —  Китайський Тайбей 8 – 0 (2-0, 3-0, 3-0) Протокол [Архівовано 24 вересня 2015 у Wayback Machine.]

## Фінал
Японія —  Південна Корея 3 – 2 (1-2, 2-0, 0-0) Протокол [Архівовано 24 вересня 2015 у Wayback Machine.]

## Нагороди
- Воротар:  Рен Ямагучі
- Захисник:  Хенджон Чо
- Нападник:  Йокута Такамі